# یواس‌اس بیوکنن (دی‌دی-۴۸۴)
یواس‌اس بیوکنن (دی‌دی-۴۸۴) (به انگلیسی: USS Buchanan (DD-484)) یک کشتی بود که طول آن ۳۴۸ فوت ۳ اینچ (۱۰۶٫۱۵ متر) بود. این کشتی در سال ۱۹۴۱ ساخته شد.